# LUC7L
LUC7L (англ. LUC7 like) – білок, який кодується однойменним геном, розташованим у людей на короткому плечі 16-ї хромосоми. Довжина поліпептидного ланцюга білка становить 371 амінокислот, а молекулярна маса — 43 728.
| 10         |  | 20         |  | 30         |  | 40         |  | 50         |
| ---------- |  | ---------- |  | ---------- |  | ---------- |  | ---------- |
| MSAQAQMRAL |  | LDQLMGTARD |  | GDETRQRVKF |  | TDDRVCKSHL |  | LDCCPHDILA |
| GTRMDLGECT |  | KIHDLALRAD |  | YEIASKERDL |  | FFELDAMDHL |  | ESFIAECDRR |
| TELAKKRLAE |  | TQEEISAEVS |  | AKAEKVHELN |  | EEIGKLLAKA |  | EQLGAEGNVD |
| ESQKILMEVE |  | KVRAKKKEAE |  | EEYRNSMPAS |  | SFQQQKLRVC |  | EVCSAYLGLH |
| DNDRRLADHF |  | GGKLHLGFIQ |  | IREKLDQLRK |  | TVAEKQEKRN |  | QDRLRRREER |
| EREERLSRRS |  | GSRTRDRRRS |  | RSRDRRRRRS |  | RSTSRERRKL |  | SRSRSRDRHR |
| RHRSRSRSHS |  | RGHRRASRDR |  | SAKYKFSRER |  | ASREESWESG |  | RSERGPPDWR |
| LESSNGKMAS |  | RRSEEKEAGE |  | I          |  |            |  |            |

A: Аланін

C: Цистеїн

D: Аспарагінова кислота

E: Глутамінова кислота

F: Фенілаланін

G: Гліцин

H: Гістидин

I: Ізолейцин

K: Лізин

L: Лейцин

M: Метіонін

N: Аспарагін

P: Пролін

Q: Глутамін

R: Аргінін

S: Серин

T: Треонін

V: Валін

W: Триптофан

Кодований геном білок за функцією належить до фосфопротеїнів. 
Задіяний у такому біологічному процесі, як альтернативний сплайсинг. 